# Imán de neodimio

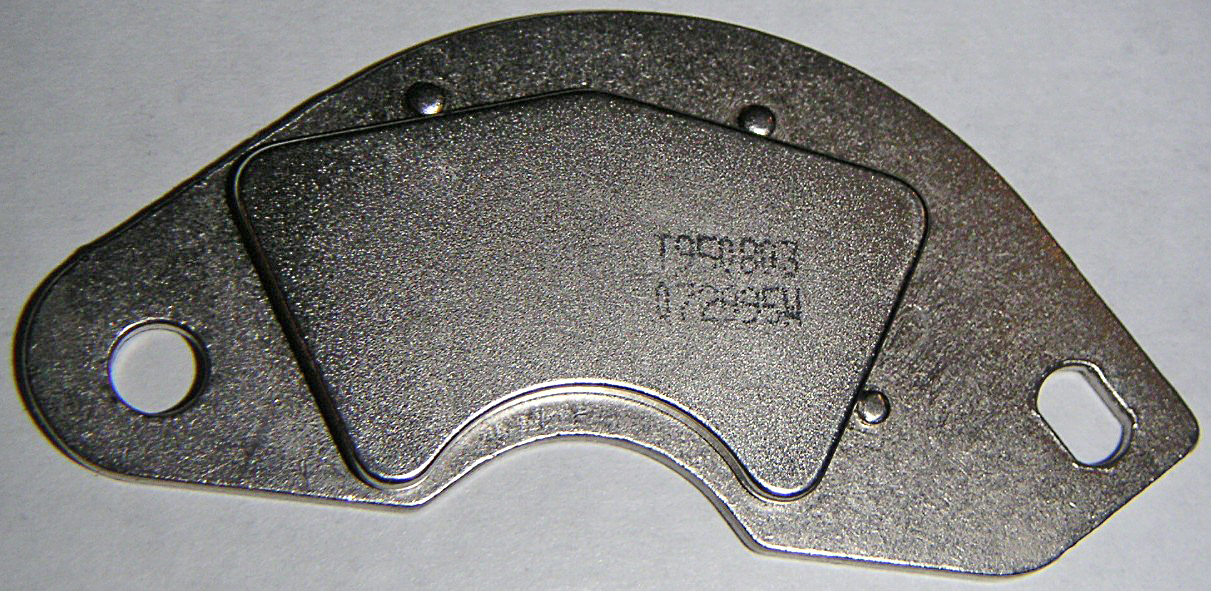
Imán de neodimio niquelado colocado en el soporte de un disco duro.

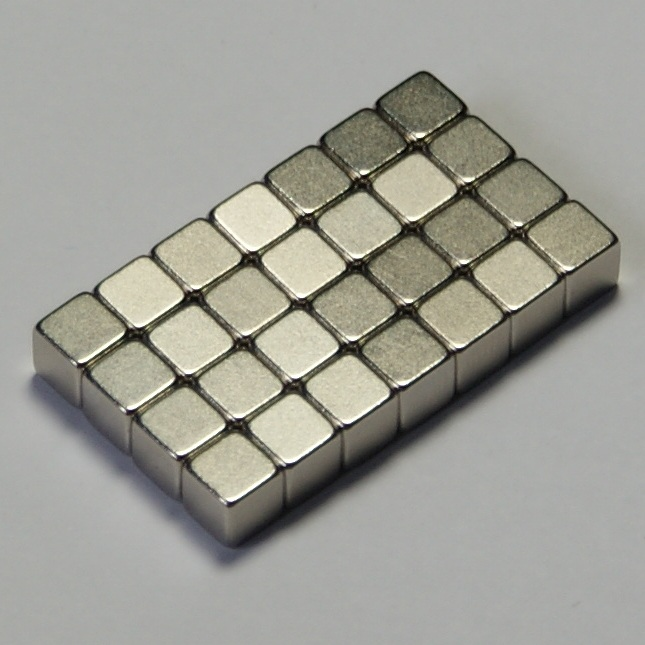
Imanes de neodimio cúbicos cubiertos de una capa de níquel para protegerlos de la corrosión.

Un imán de neodimio (también conocido como iman NdFeB, NIB, o Neo) es el tipo de imán de tierras raras más extensamente utilizado; se trata de un imán permanente hecho de una aleación de neodimio, hierro y boro, combinados para formar un compuesto que cristaliza en el sistema cristalino tetragonal con la fórmula empírica Nd2Fe14B. Fue desarrollado en 1982 por General Motors y la división de metales especiales de la Sumitomo Metal Industries. Los imanes de neodimio son el tipo de imán permanente de mayor potencia hecho por el ser humano. Han reemplazado a otros tipos de imanes en muchísimas aplicaciones de la industria moderna que requieren imanes permanentes de gran potencia; aplicaciones tales como la fabricación de motores en herramientas inalámbricas, discos duros, y sellos magnéticos.

## Descripción
La estructura tetragonal de los cristales de Nd2Fe14B posee una excepcional anisotropía magnética uniaxial (HA ~ 7 teslas) esto le otorga al compuesto el potencial de poseer una altísima coercividad (resistencia a ser desmagnetizado). El compuesto también posee una alta saturación magnética (Js ~1,6 T o 16 kG) que típicamente es de 1,3 teslas. Por lo tanto, como la máxima densidad de energía es proporcional a Js2, esta fase magnética posee el potencial de almacenar grandes cantidades de energía magnética (BHmax ~ 512 kJ/m³ or 64 MG·Oe), la cual es considerablemente mayor que la de los imanes de samario-cobalto (SmCo), que fueron los primeros tipos de imanes de tierras raras en ser comercializados. En la práctica, las propiedades magnéticas de los imanes de neodimio dependen de la composición de la aleación, microestructura y técnica de manufactura empleada.

## Historia y técnicas de manufactura

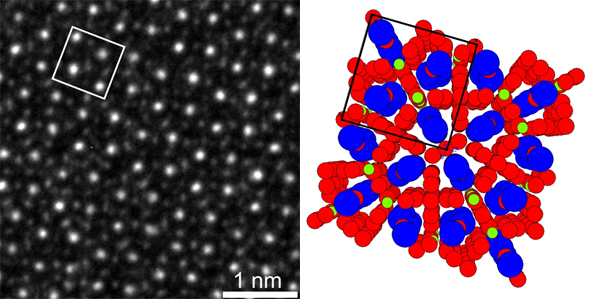
Izquierda: Imagen tomada por microscopía electrónica de transmisión de alta resolución de un cristal de Nd_{2}Fe_{14}B; derecha: estructura cristalina con una celda unitaria resaltada.

En 1982, General Motors y Sumitomo Special Metals descubrieron el compuesto Nd2Fe14B. El esfuerzo fue hecho principalmente debido al alto costo material de los imanes permanentes de SmCo, que habían sido desarrollados anteriormente. General Motors se enfocó en el desarrollo de los imanes nanocristalinos de Nd2Fe14B hilados por fusión (melt spinning), mientras que Sumitomo desarrolló imanes de Nd2Fe14B sinterizados de densidad completa. La General Motors Corporation comercializó sus inventos de polvo Neo isotrópico, y vinculó los procesos de producción de imanes Neo y procesos de producción relacionados fundando Magnequench en 1986. Magnequench es ahora parte de la compañía Neo Materials Technology Inc. y provee polvo de Nd2Fe14B hilado por fusión a los fabricantes de imanes vinculados. La fábrica Sumitomo se ha vuelto parte de la corporación Hitachi y actualmente fabrica y da licencia a otras compañías para producir imanes de Nd2Fe14B sinterizados. Hitachi tiene más de 600 patentes sobre imanes de neodimio.
El Nd2Fe14B sinterizado tiende a ser vulnerable a la corrosión. En particular, la corrosión a lo largo de los límites de grano puede causar el deterioro de un imán sinterizado. Este problema es resuelto en muchos productos comerciales añadiendo una cubierta protectora. El plateado de níquel o el plateado de cobre níquel de dos capas es usado como un método estándar, aunque el plateado con otros metales o polímeros y cubiertas de laca protectora son usados también.

## Producción
Hay dos vías principales para la manufactura de imanes de neodimio:
- La metalurgia clásica de polvos, también llamada proceso de imanes sinterizados.
- La solidificación rápida, también llamada proceso de imanes ligados.

Los imanes de neodimio sinterizados se preparan fundiendo las materias primas en un horno, colando el material fundido en moldes y enfriándolo para formar lingotes. Luego se produce un polvo extremadamente fino a partir de estos lingotes. Este polvo es sometido más tarde a un proceso de sinterizado en fase líquida por medio del cual las partículas se alinean magnéticamente y se unen entre sí para formar bloques densos, los cuales son tratados térmicamente, cortados con la forma deseada, sometidos a un tratamiento superficial para prevenir la corrosión, y magnetizados. Actualmente se producen entre 45 000 y 50 000 toneladas de imanes de neodimio sinterizados cada año. La mayor parte en China y Japón. A partir de 2011 China produce más de 95 % de los elementos de tierras raras, y produce el 76 % de los imanes de tierras raras del mundo.
Los imanes de neodimio ligados se preparan a partir de una delgada cinta de aleación de Nd-Fe-B obtenida por medio de hilado por fusión. Esta cinta contiene granos de Nd2Fe14B de escala nanométrica (nanogranos) aleatoriamente orientados. La cinta se pulveriza para producir pequeñas partículas, que son mezcladas con un polímero y la mezcla resultante es luego moldeada por inyección para formar imanes.
Los imanes ligados ofrecen un flujo magnético menor que el de los imanes sinterizados, pero presentan la ventaja de que pueden ser moldeados en formas muy intrincadas y debido a que no son conductores de la electricidad, no presentan pérdidas significativas debidas a la formación de corrientes de Foucault. Se producen aproximadamente unas 5500 toneladas de imanes de neodimio ligados cada año. 
Adicionalmente, es posible utilizar las partículas nanocristalinas obtenidas del hilado por fusión para obtener imanes isotrópicos de alta densidad utilizando altas presiones y temperaturas, y luego aplicar un nuevo tratamiento térmico sobre estos imanes isotrópicos ya sea por forjado o extrusión para obtener imanes anisotrópicos de alta energía.

## Propiedades

### Propiedades magnéticas
Para comparar imanes permanentes se utilizan algunas propiedades importantes tales como: la remanencia (Mr), que mide la fuerza del campo magnético; la coercividad (Hci), que mide la resistencia del material a ser desmagnetizado; el producto energético (BHmax), que mide la densidad de la energía magnética, y la temperatura de Curie (TC), que es la temperatura a la cual un material pierde su magnetismo. Los imanes de neodimio poseen la mayor remanencia, una muy alta coercividad y producto energético, pero en cambio presentan una temperatura de Curie mucho más baja que otros tipos de imanes. Para preservar las propiedades magnéticas de estos imanes a altas temperaturas usualmente se suele alear al neodimio con terbio y disprosio. La tabla que aparece a continuación compara el perfil de comportamiento de los imanes de neodimio con otros tipos de imanes permantes.
| Tipo de imán                      | Mr (T)   | Hci (kA/m) | BHmax (kJ/m³) | TC (°C) |
| --------------------------------- | -------- | ---------- | ------------- | ------- |
| Nd2Fe14B (sinterizado)            | 1,0–1,4  | 750–2000   | 200–440       | 310–400 |
| Nd2Fe14B (ligado)                 | 0,6–0,7  | 600–1200   | 60–100        | 310–400 |
| SmCo5 (sinterizado)               | 0,8–1,1  | 600–2000   | 120–200       | 720     |
| Sm(Co, Fe, Cu, Zr)7 (sinterizado) | 0,9–1,15 | 450–1300   | 150–240       | 800     |
| Alnico (sinterizado)              | 0,6–1,4  | 275        | 10–88         | 700–860 |
| Sr-ferrita (sinterizado)          | 0,2–0,4  | 100–300    | 10–40         | 450     |

## Propiedades mecánicas y físicas
| Propiedad                                         | Neodimio       | Sm-Co        |
| ------------------------------------------------- | -------------- | ------------ |
| Remanencia (T)                                    | 1–1,3          | 0,82–1,16    |
| Coercividad (MA/m)                                | 0,875–1,99     | 0,493–1,59   |
| Permeabilidad magnética                           | 1,05           | 1,05         |
| Coeficiente de remanencia/temperatura (%/K)       | −0,12          | −0,03        |
| Coeficiente de coercividad/temperatura (%/K)      | −0,55..–0,65   | −0,15..–0,30 |
| Temperatura de Curie (°C)                         | 320            | 800          |
| Densidad (g/cm³)                                  | 7,3–7,5        | 8,2–8,4      |
| CET, sobre la dirección de magnetización (1/K)    | 5.2×10−6       | 5.2×10−6     |
| CET, normal a la dirección de magnetización (1/K) | −0.8×10−6      | 11×10−6      |
| Resistencia a la flexión (N/mm²)                  | 250            | 150          |
| Resistencia a la compresión (N/mm²)               | 1100           | 800          |
| Resistencia a la tracción (N/mm²)                 | 75             | 35           |
| Dureza Vickers (HV)                               | 550–650        | 500–550      |
| Resistividad (Ω·cm)                               | (110–170)×10−6 | 86×10−6      |

### Grados
Los imanes de neodimio se clasifican en una escala que representa su producto de energía máxima (maximum energy product), relacionada con el flujo magnético, pero más comúnmente expresada en number entero y refiriéndose a su Gauss (Gs). Los grados de imanes de NdFeB se representan internacionalmente en números enteros que van desde 28 hasta 52. Cuanto mayor sea el número, mayor será la fuerza de atracción de los imanes. Estos números enteros van acompañados de una primera letra N que representa el neodimio. Precediendo al número entero hay letras que representan coercitividad y temperaturas máximas de operación que van desde 80 °C a 230 °C.
Ejemplo de calificaciones en la categoría 80 °C y desglose
Desglose: N-35-N Neodimio-Grado-Temperatura respectivamente:
Rango: Más alto N52N N50N N48N N45N N42N N40N N38N N35N N33N N30N N28N Más bajo

## Riesgos
La enorme fuerza ejercida por los imanes de tierras raras han creado riesgos que no se habían visto para otros tipos de imanes. Incluso imanes de neodimio apenas un poco más grandes que un par de centímetros cúbicos son lo suficientemente poderosos como para causar graves lesiones a cualquier parte del cuerpo que quede pinzada entre dos imanes, o entre un imán y una superficie metálica, pudiendo provocar hasta fracturas. Si accidentalmente una persona queda atrapada entre dos imanes, o entre un imán y una superficie metálica, la reacción natural de esta persona es tratar de liberar el miembro o la parte corporal atrapada. Sin embargo, debido a que esto en general hace que el espacio entre los dos imanes se reduzca, la fuerza de pinzamiento generada entre ellos puede llegar a hacerse peligrosamente grande. De ser posible, la persona debería tratar de soportar el dolor y hacer lo que esté a su alcance para aumentar la distancia entre los imanes (o por lo menos prevenir que se sigan acercando), y después tratar de retirar el miembro atrapado. Los profesionales que trabajan con tales imanes suelen incluir cuñas de bronce como parte habitual de sus herramientas.
Imanes librados a su suerte, pueden chocar unos contra otros con fuerza suficiente como para astillarse y provocar una lluvia de astillas volando a gran velocidad que pueden causar serias lesiones. Ha habido incluso casos de niños que habiéndose tragado varios imanes de neodimio, han sufrido severas lesiones y hasta la muerte al quedar dos o más asas de su tracto gastrointestinal atrapadas entre los imanes. Los fuertes campos magnéticos pueden ser peligrosos para dispositivos mecánicos o electrónicos, como así también pueden provocar la pérdida de datos en dispositivos de almacenamiento magnéticos tales como disquetes y tarjetas de crédito, y magnetizar relojes y otros mecanismos de relojería como así también crear sombras fantasma en monitores TRC a grandes distancias.

## Aplicaciones

### En tecnología

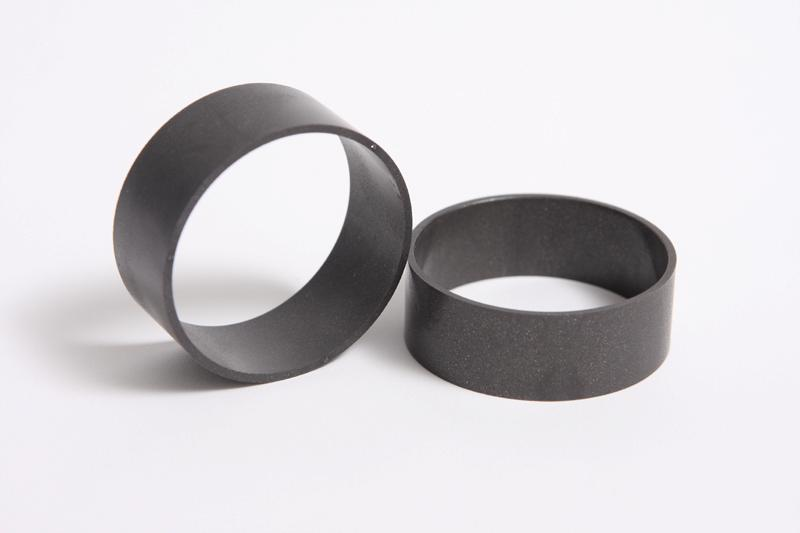
Imanes en forma de anillo.

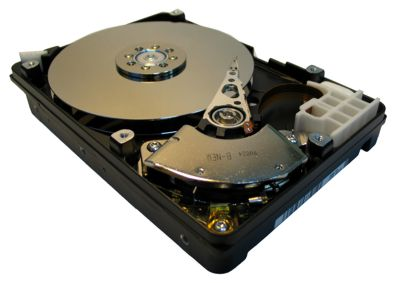
Disco duro.

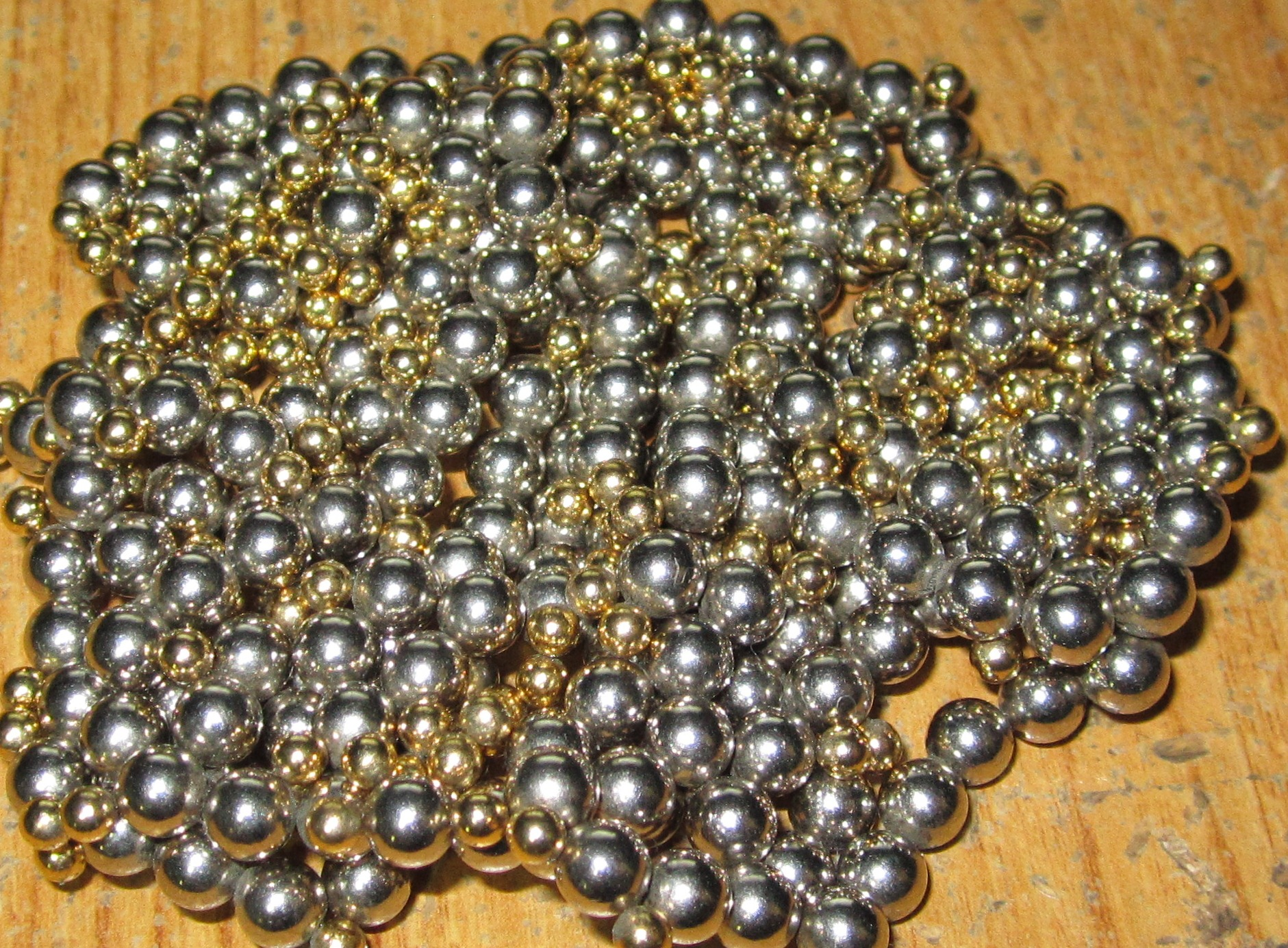
Imanes en forma de esferas cubiertos de níquel.

Los imanes de neodimio han reemplazado a los tradicionales imanes de alnico y ferrita en muchas de los miles de aplicaciones que tienen en la tecnología moderna, allí donde se requiera poderosos imanes permanentes para una determinada aplicación. Esto se debe a que su gran potencia permite el uso de piezas mucho más pequeñas y livianas. Algunos ejemplos:
- Actuadores para las cabezas de lectura de discos duros
- Producción de imágenes por resonancia magnética nuclear (MRI)
- Pastillas para guitarras eléctricas.
- Altavoces y auriculares
- Motores eléctricos
  - Herramientas inalámbricas
  - servomotores
  - motores síncronos
  - motores paso a paso
  - Motores para automóviles tanto híbridos como eléctricos. El motor eléctrico de cada Toyota Prius requiere de un kilogramo de neodimio para su fabricación.[7]
- generadores eléctricos para turbinas de viento; hasta 600 kg de materia prima por megavatio (se estima que el contenido de neodimio es del 31 % del peso del imán).[4]

La demanda para el neodimio en vehículos eléctricos se estima que es cinco veces mayor que en turbinas de viento.

### Otras aplicaciones
Además, la mayor fuerza de los imanes de neodimio ha inspirado nuevas aplicaciones en áreas donde los imanes no eran usados anteriormente, tales como broches de joyería magnéticos, conjuntos de construcción magnéticos para niños, al igual que su uso en los cubos de Rubik, suplantando el mecanismo clásico de brazos por uno de varios cubos con imanes para mantener unidas las piezas (y otros juguetes de imanes de neodimio) y como parte del mecanismo de cierre del equipo moderno de paracaidismo deportivo.
La fuerza y la homogeneidad del campo magnético en los imanes de neodimio ha abierto también nuevas aplicaciones en el campo médico con la introducción de escáneres de imagen por resonancia magnética (MRI) usados para visualizar el cuerpo en departamentos de radiología como una alternativa a los imanes superconductores que usan una bobina de alambre superconductor para producir el campo magnético. Como con la mayoría de los imanes basados en sólidos, el gradiente del campo magnético de los imanes de neodimio disminuye hacia los centros de sus superficies, así que hay una fuerza que atrae objetos metálicos a los bordes.